# Sam Choy
Sam Choy est un cuisinier et restaurateur américain.
Cofondateur de la nouvelle cuisine régionale hawaïenne en 1992, il est également connu pour ses interventions dans plusieurs émissions télévisées consacrées à la cuisine sur diverses chaînes américaines. 
Il possède cinq restaurants, dont trois situés dans l'État de Hawaii dont il est originaire.

Ceux-ci lui ont valu une certaine reconnaissance dans les milieux gastronomiques et le titre honorifique d' « Ambassadeur culinaire de Hawaii ».
Il vit actuellement dans le district de Kona, à Hawaii, avec sa femme Carol et leurs deux enfants.

## Biographie sommaire
Sam Choy grandit aux côtés de ses frères et sœurs à Laie, une petite ville de la côte nord de l'île d'Oahu, dans l'état d'Hawaii. D'origine chinoise, son père Hung Sam Choy s'est installé dans l'île, où il s'est marié avec une femme d'origine hawaïenne et allemande nommée Clairemoana.

Le jeune Sam est initié très tôt à la gastronomie du fait de la profession de son père, restaurateur de son état : celui-ci tient à Laie un restaurant nommé « The Hukilau Cafe ». 
Il y découvre tout comme ses frères et sœurs les subtilités de la cuisine, tout comme ses contraintes. Cependant, celles-ci ne l'empêchent pas de franchir le pas : sa mère constatant son intérêt pour la gastronomie, elle choisit de l'inscrire au Kapiolani Community College. 

Il y commence un apprentissage en restauration : durant ce laps de temps, il travaille dans plusieurs hôtels à Hawaii, puis part se perfectionner au Waldorf-Astoria, à New York.
À l'issue de celui-ci, il commence sa carrière en 1991. Il expérimente des déclinaisons de la cuisine traditionnelle hawaïenne, y incorporant des influences orientales et des techniques modernes importées d'Europe qui seront la marque de fabrique de la nouvelle cuisine régionale hawaïenne. La même année, il inaugure le Poke Festival and Recipe Contest, « Poke » étant le nom d'une salade traditionnelle hawaïenne à base de poisson mariné.

Il acquiert son premier restaurant en 1995 :  « The Diamond Head Restaurant », situé à Waikiki.
Le chef Choy entame en parallèle une carrière médiatique sur plusieurs chaînes américaines, en commençant par la chaîne locale du réseau NBC à Hawaii, KHNL NBC 8. 

Il y présente quelque temps une émission culinaire baptisée « Sam Choy's Kitchen ». 

Par la suite, Sam Choy apparaît également dans différents programmes consacrés à la gastronomie sur les chaînes nationales, dont l'émission « Ready.. Set... Cook ! » ou encore le show de télé-réalité « Iron Chef America », diffusé sur la chaîne de télévision Food Network.
Sam Choy est également l'auteur de plusieurs ouvrages consacrés à la cuisine, et est depuis peu consultant pour la société American Airlines. C'est ainsi que certaines de ses recettes sont servies sur les vols de première classe à destination et au départ de Hawaii. 

Il est également à l'origine d'une gamme de produits dérivés estampillés « Sam Choy's ».

## Établissements
- Sam Choy's Diamond Head Restaurant à Waikiki
- Sam Choy's Breakfast, Lunch and Crab à Honolulu
- Big Aloha Brewery à Honolulu
- Sam Choy's Tail of the Whale à Guam
- Sam Choy's Tokyo à Tokyo

## Quelques apparitions télévisées
- Sam Choy’s Kitchen sur KHNL NBC 8
- Extreme Cuisine sur Food Network
- Dateline sur NBC
- Ready.. Set... Cook ! sur Food Network
- Wild on the Island’s sur Entertainment Television
- On the Menu sur CNN[4]